# Suppenteig

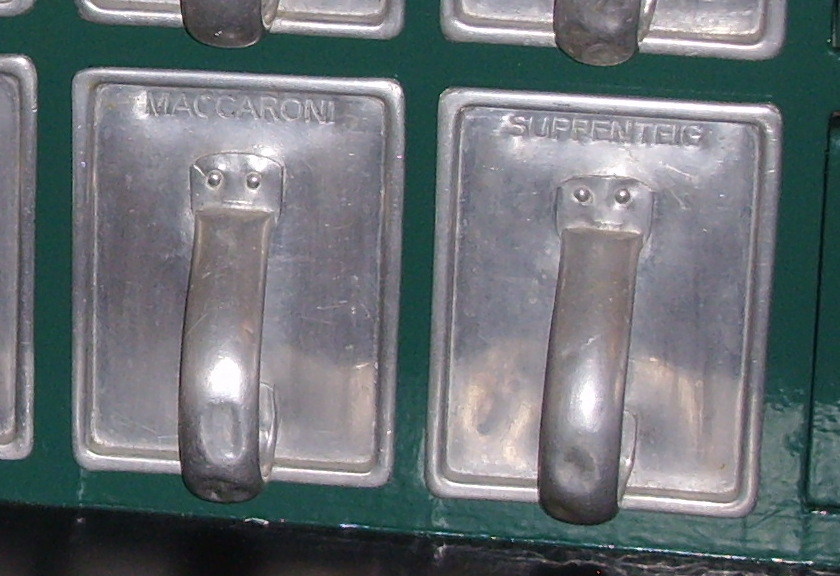
Zwei Schütten in einer Frankfurter Küche für Maccaroni und Suppenteig

Suppenteig war die Bezeichnung für Suppeneinlagen aus (Nudel-)Teig. Diese Bezeichnung wurde im (süd-)hessischen Raum ab dem 19. Jahrhundert mit Beginn der industriellen Massenproduktion von Teigwaren verwendet. Bei Suppenteig handelt es sich um kleine Fertignudeln, die zur Anreicherung von Suppen dienen, zum Beispiel in der Form von Sternchen. (Kleinteilige) Teigwaren aus Italien wurden dann ebenfalls als „Suppenteig“ bezeichnet.
Die Bezeichnung Suppenteig kann damit erklärt werden, dass für die Suppeneinlage – die eine Brühe zu einer vollständigen und sättigenden Mahlzeit machen soll – ein Teig aus Mehl, Wasser, Salz und eventuell Eiern und Fett erstellt wird, den man unter Rühren flüssig in die Brühe einlaufen lässt. Später wurden fertig geformte und durch Trocknung haltbar gemachte Produkte aus derartigem Teig auch „Suppenteig“ genannt.
Makkaroni hingegen werden aus einem Teig nur aus Hartweizenmehl und Wasser hergestellt und dann durch eine Form gepresst: So erhalten sie ihr typisches Aussehen. Die Herstellung von Nudeln im deutschen Raum erfolgte durch Ausrollen und Schneiden eines Teiges in Streifen.
Wegen der unterschiedlichen Herstellungsweisen und weil Makkaroni nur als Importware aus Italien bekannt war, wurden Nudeln, Suppenteig und Makkaroni seinerzeit als unterschiedliche Produkte behandelt.